# Municipio de Valley (condado de Miami)
El municipio de Valley (en inglés: Valley Township) es un municipio ubicado en el condado de Miami en el estado estadounidense de Kansas. En el año 2010 tenía una población de 1401 habitantes y una densidad poblacional de 15,28 personas por km².

## Geografía
El municipio de Valley se encuentra ubicado en las coordenadas 38°31′26″N 94°51′16″O / 38.52389, -94.85444. Según la Oficina del Censo de los Estados Unidos, el municipio tiene una superficie total de 91.7 km², de la cual 90.44 km² corresponden a tierra firme y (1.37%) 1.26 km² es agua.

## Demografía
Según el censo de 2010, había 1401 personas residiendo en el municipio de Valley. La densidad de población era de 15,28 hab./km². De los 1401 habitantes, el municipio de Valley estaba compuesto por el 96.07% blancos, el 0.79% eran afroamericanos, el 0.71% eran amerindios, el 0.36% eran asiáticos, el 0.07% eran isleños del Pacífico, el 0.21% eran de otras razas y el 1.78% pertenecían a dos o más razas. Del total de la población el 0.93% eran hispanos o latinos de cualquier raza.